# Malakia de Gourie
Malakia ou  Malkhaz de Gourie (Malakia Gurieli géorgien : მალაქია გურიელი; fl. 1660–1703), il appartient à la maison
géorgienne des Gouriel  et est prince de Gourie de 1684 à 1685 puis en 1689. C'est un fils cadet de 
Kaïkhosro Ier Gurieli, il devient prince après la mort de son frère Georges III Gurieli en 1684, jusqu'à ce qu'il soit détrôné et aveuglé par son neveu  Kaïkhosro II de Gourie. Brièvement restauré par une intervention d'agents des ottomans en 1689, il est déposé par les nobles de Gourie pour incompétence. Malakia entre alors dans les ordres et devient évêque de Shemokmedi.

## Biographie
Malakia ou Malkhaz, selon Cyrille Toumanoff est le fil cadet de Kaïkhosro Ier de Gourie, prince de Gourie, et de son épouse Khvaramze Goshadzé. Après le meurtre de Kaïkhosro par le noble Machutadzé en 1660, Malakia et son frère ainé Georges Gurieli se réfugient sous la protection du pacha ottoman Akhaltsikhe, qui aide Georges à s'emparer de la principauté après la mort de  Démètre Gurieli en 1668. En 1684, Georges III de Gourie est tué lors de la bataille de Rokiti contre le roi Alexandre IV d'Iméréthie et Malakia est désigné comme son successeur par le souverain victorieux. L'année suivante le fils de Georges, Kaïkhosro rentre de son exil à Akhaltsikhe avec des troupes fournies par le pacha Yousuf II Jakéli. Malakia est detrôné, et à son tour s'exile à  Akhaltsikhe. Le pacha tente d'organiser une réconciliation entre les deux Gouriels mais Kaikhosro renie son serment de ne pas agresser Malakia il capture et aveugle son oncle. Cet acte provoque la fureur du pacha qui charge le bey de Şavşat d'assassiner Kaïkhosro en 1689. Malakia est restauré comme prince de Gourie, mais son règne est bref. La population et les nobles de Gourie considèrent Malakia comme incompétent, et trop soumis au pacha d'Akhaltsikhe il le dépose en faveur d'un autre de ses neveux, Mamia III Gurieli. Malakia prononce alors ses vœux monastiques et il est fait par Mamia III Gurieli évêque Shemokmedi, une fonction qu'il occupe encore en 1703, lorsqu'il est remplacé par l'archevêque Ioane.